# MChess
MChess est un programme d'échecs de Marty Hirsch avec une bibliothèque d'ouvertures de Sandro Necci.
Sa version MChess-Pro 5.0 remporta le championnat du monde des micro-ordinateurs en 1995. 